# NGC 1052

NGC 1052

NGC 1052 في الفهرس العام الجديد، هي مجرة، تقع في كوكبة قيطس. اكتشفت في 10 يناير 1785 بواسطة ويليام هيرشل.

## روابط خارجية
- NGC 1052 على موقع ويكي سكاي: DSS2, SDSS, GALEX, IRAS, Hydrogen α, X-Ray, Astrophoto, Sky Map, Articles and images